# Axiomatic Design
Axiomatic Design ist eine Methode zum strukturierten Entwurf von Systemen. Das Grundprinzip von Axiomatic Design umfasst die strukturierte Suche und Zuordnung geeigneter Lösungen für zuvor festgelegte Anforderungen. Die Anforderungen und Lösungen werden auf vier verschiedene Domänen aufgeteilt: die Kunden-Domäne, die funktionale Domäne, die physische Domäne sowie die Prozess-Domäne.
Der Entwurfsprozess erstreckt sich über alle Domänen. Er beginnt in der Kundendomäne und endet in der Prozessdomäne. Jede Vorgängerdomäne beschreibt Anforderungen, jede Folgedomäne die korrespondierenden Lösungen. Die Zuordnung von Anforderungen zu korrespondierenden Lösungen wird mit Hilfe von Matrizen abgebildet. Eine wesentliche Grundlage der Methode sind das so genannte Unabhängigkeits- sowie das Informationsaxiom. Beide Axiome – denen die Methode auch ihren Namen verdankt – formulieren Richtlinien für den Entwurfsprozess. Für Designer sind sie eine wichtige Grundlage zur Überprüfung und Beurteilung der während des Entwurfsprozesses getroffenen Entscheidungen.
Axiomatic Design wurde Ende der 1970er Jahre von Nam Pyo Suh am Massachusetts Institute of Technology (Department of Mechanical Engineering) entwickelt. Es wurde ursprünglich im Maschinenbau entwickelt und angewendet. Mittlerweile wurde diese Methode auch in vielen anderen Gebieten erfolgreich eingesetzt, beispielsweise zum Entwurf von Systemen oder Software. Im Rahmen der International Conference on Axiomatic Design (ICAD), die seit dem Jahr 2000 alle ein bis zwei Jahre stattfindet, werden aktuelle Entwicklungen zur Anwendung und Forschung von Axiomatic Design präsentiert.